# Zoomorphisme
 (avril 2012).
Si vous disposez d'ouvrages ou d'articles de référence ou si vous connaissez des sites web de qualité traitant du thème abordé ici, merci de compléter l'article en donnant les références utiles à sa vérifiabilité et en les liant à la section « Notes et références ».

Calligraphie zoomorphique arabe.

Le zoomorphisme est la tendance à attribuer à quelque chose des caractéristiques animales (que ce soit sur le plan du comportement, de la morphologie, des motivations, de la représentation).
Le zoomorphisme est courant en matière de religion, de mythologie (Horus, Thot et la majorité du panthéon égyptien sont zoomorphes) ou encore dans les arts martiaux notamment chinois.
Le concept a aussi été utilisé en caricature et en propagande, généralement pour portraiturer ses ennemis politiques.
La lycanthropie peut aussi être considérée comme une forme de zoomorphisme. Le zoomorphisme est une forme d'anthropomorphisme, car présenter un homme cruel comme un loup, c'est attribuer une attitude humaine à un animal.
Le zoomorphisme est très utilisé en bande dessinée. C'est le cas dans les œuvres destinées aux enfants comme celles impliquant les personnages de Walt Disney (Mickey Mouse ou Donald Duck), mais aussi dans des bandes dessinées orientées vers un public plus adulte comme Maus, les carnets biographiques de Lewis Trondheim ou Cat Shit One. En littérature, dans le roman autobiographique Moi, mes souliers de Félix Leclerc, l'auteur se représente comme un lièvre. Dans la bande dessinée d'Art Spiegelman Maus (1980-1991), les nazis sont représentés en chats et les juifs en souris.
En science-fiction, le zoomorphisme est présent dans une nouvelle de Greg Egan, « La caresse » (dans le recueil Axiomatique), où il est question d'une chimère.
Dans le domaine des Arts plastiques, en peinture et sculpture, de nombreux artistes ont utilisé le zoomorphisme. Hormis les représentations antiques de la mythologie égyptienne, on retrouve de nombreux exemples dans les peintures de Jérôme Bosch au Moyen Âge. Il faudra attendre le XIXe avec l’illustrateur Jean-Jacques Grandville dans les « Métamorphoses du jour" et le XXe/XXIe siècle au théâtre dans une mise en scène des « Peines de cœur d'une chatte anglaise d'Alfredo Arias d’après Honoré de Balzac et les chats bottés et autres animaux des plasticiens Janie Langlois et Armand Langlois.  